# Daqin

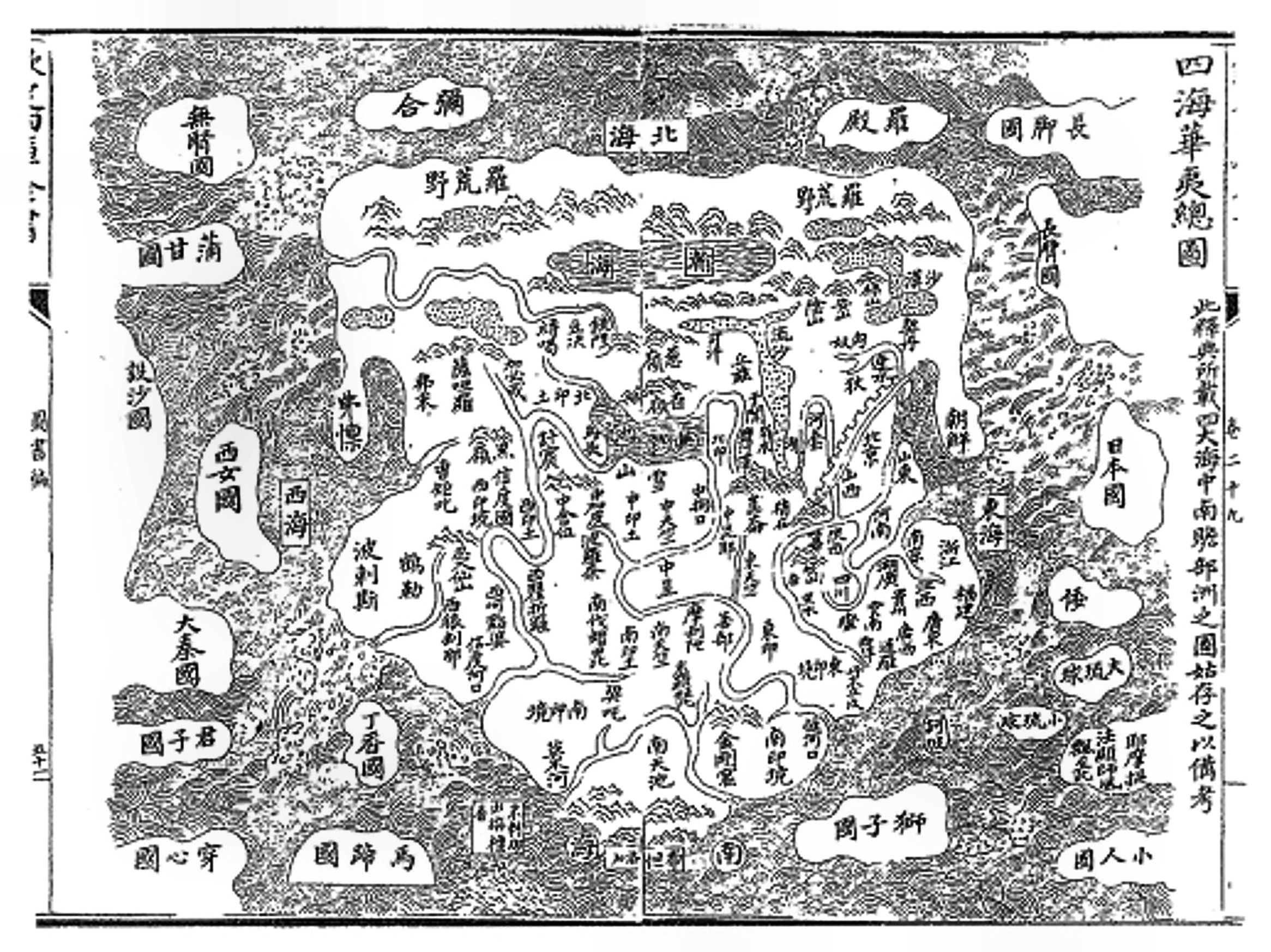
Die Sihai-Huayi-Zongtu-Karte: Daqin erscheint am westlichen Rand der Karte

Daqin (chinesisch 大秦, Pinyin Dàqín, W.-G. Ta-ch'in, auch Sino / Ta-ts'in) ist der alte chinesische Name für das Römische Reich und den Nahen Osten. Wörtlich bedeutet er „Großes Qin“, wobei Qin der Name der Gründerdynastie des Chinesischen Reiches ist.
Seit der Öffnung der Seidenstraße im 2. Jahrhundert n. Chr. hielten die Chinesen das Römische Reich für ein zivilisiertes Pendant zum Chinesischen Reich. Die Römer bildeten das eine Ende der Handelsroute und die Chinesen das andere, daher der „spiegelbildliche“ Name (siehe auch Römisch-chinesische Beziehungen).
Anscheinend schaffte es China nie, Rom in der Antike direkt zu erreichen, obwohl General Ban Chao 97 n. Chr. eine Expedition von 70.000 Soldaten bis zum Kaspischen Meer führte. Ban Chaos Gesandter, Gan Ying, näherte sich Rom sogar noch weiter, er kam bis zur Küste des Schwarzen Meeres. Gan Ying hinterließ einen detaillierten Bericht über das Römische Reich, der sich aber wohl generell auf Informationen aus zweiter Hand verlassen haben dürfte.
Der Name Daqin für Rom wurde auf chinesischen Karten wie der Sihai-Huayi-Zongtu-Karte noch bis ins 16. Jahrhundert hinein benutzt.